# جان. دی راکفلر سوم
جان. دی راکفلر سوم (به انگلیسی: John D. Rockefeller III) (زادهٔ ۲۱ مارس ۱۹۰۶-درگذشتهٔ ۱۰ ژوئیه ۱۹۷۸ میلادی) یک بشردوست و یکی از نسلهای سوم خانوادهٔ برجستهٔ راکفلر بود. او پسر ارشد نیکوکار جان دیویدسون راکفلر جونیور و ابی آلدریچ راکفلر بود. خواهران و برادران او ابی راکفلر مازی، نلسون راکفلر، لورنس راکفلر، وینتروپ راکفلر و دیوید راکفلر بودند.
به مانند خواهرش ابی جان راکفلر نیز نهایتاً به کار مورد علاقه اش یعنی نیکوکاری روی آورد. برادرانش نلسون و وینتروپ اما به سمت سیاست رفتند. لورنس به سمت حفاظت از طبیعت رفت و دیوید نیز به بانکداری مشغول شد. او همچنین یکی از حامیان شورای جمعیت بود. او در یک حادثه رانندگی جان خود را از دست داد.